# جين تشيانغ
جين تشيانغ (بالصينية: 金强) هو لاعب كرة قدم صيني في مركز الوسط، ولد في 15 يناير 1993 في داليان في الصين. لعب مع داليان ييفانغ.

## وصلات خارجية
- جين تشيانغ على موقع قاعدة بيانات كرة القدم.إي يو (الإنجليزية)
- جين تشيانغ على موقع Soccerway.com (الإنجليزية)